# Olegario Víctor Andrade
Olegario Víctor Andrade is een plaats in het Argentijnse bestuurlijke gebied Leandro N. Alem in de provincie Misiones. De plaats telt 1.454 inwoners.